# Сан-Николо-дей-Мендиколи
Це́рковь Сан-Николо́-дей-Менди́коли (итал. San Nicolò dei Mendicoli) — церковь в Венеции, расположенная в районе Дорсодуро.
Впервые на этом месте церковь была построена в VII веке. Церковь получила название Mendicoli (попрошайки), из-за нищеты местного населения.
В XII веке церковь была перестроена и с тех пор ещё несколько раз перестраивалась. Нынешняя колокольня пристроена в 1764 году.
Маленькая и уютная церковь в 1970-х годах была отреставрирована на средства фонда «Спасите Венецию». За процессом реставрации можно наблюдать в культовом фильме ужасов «А теперь не смотри» (1973).
В церкви находятся деревянные скульптуры и картины учеников Веронезе с изображением сцен из жизни Христа.

## Галерея

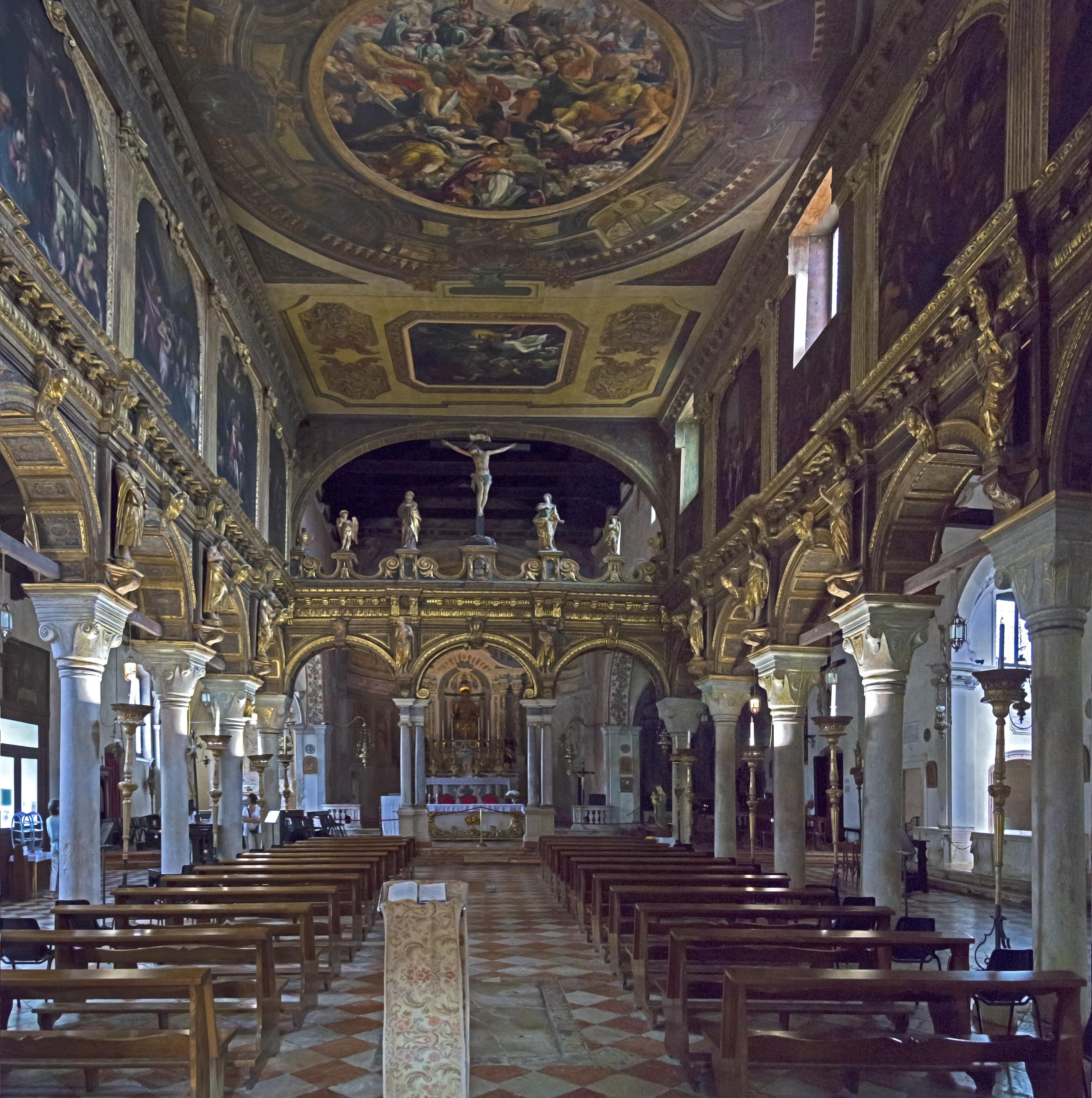
Интерьер
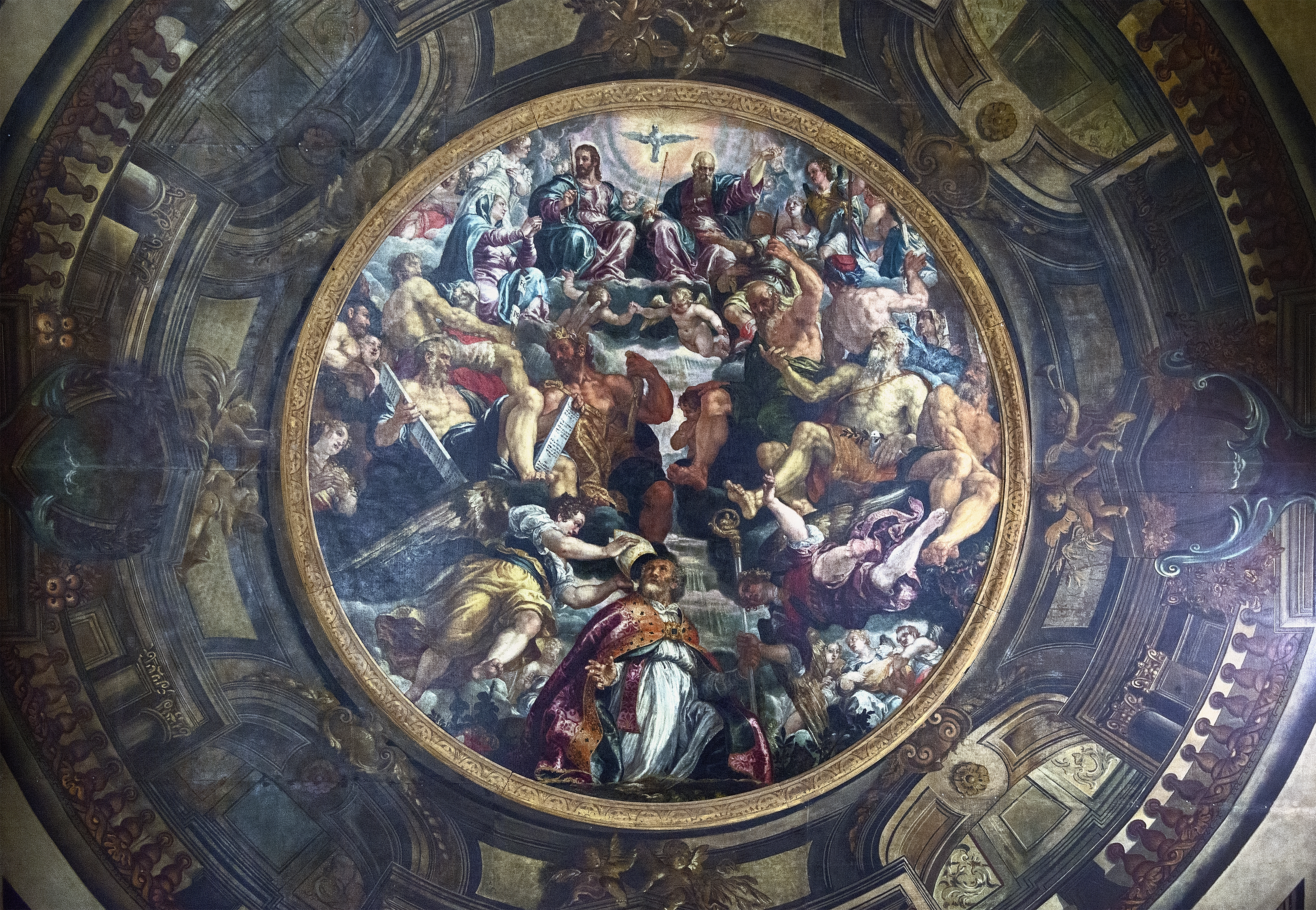
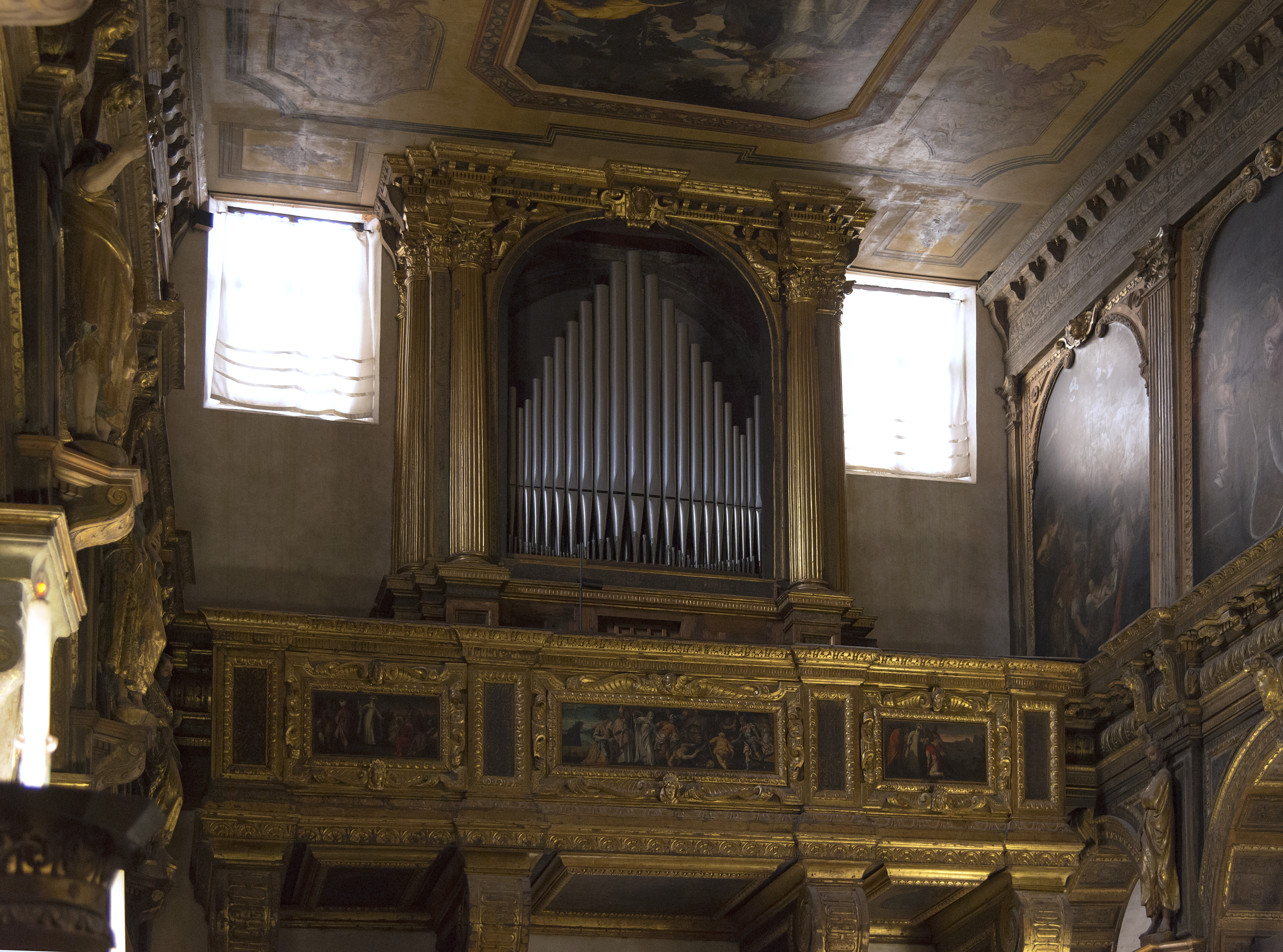
орган
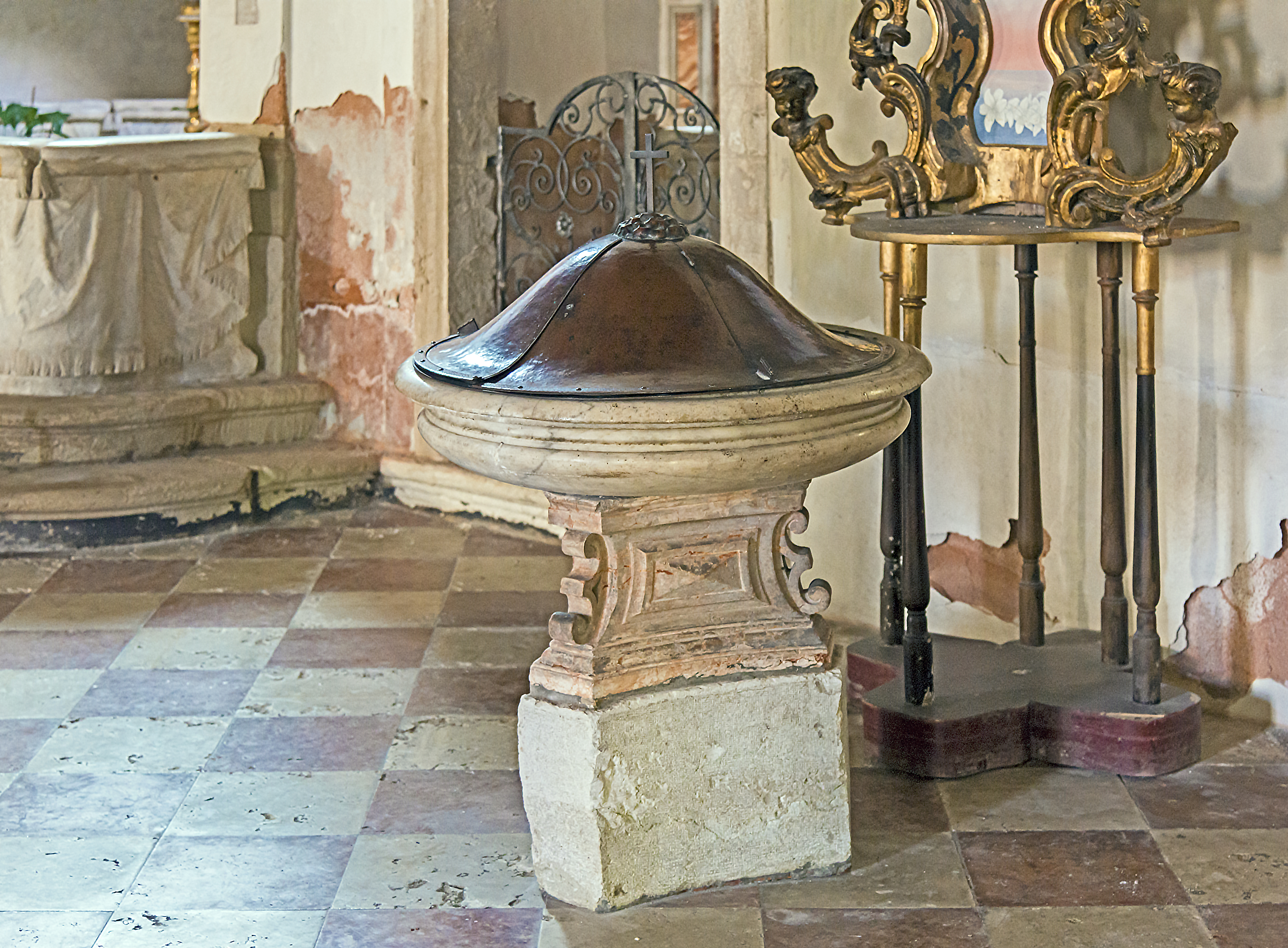
Купель